# Антуанетта Блеквелл
Антуанетта Луіза Браун Блеквелл — (англ. Antoinette Louise Brown Blackwell; 1825—1921) — американська політикиня, священнослужителька аболіціоністка та феміністка. Перша жінка, яка зайняла посаду міністра в США. Дуже освічена публічна спікерка, вона виголошувала численні промови на сучасні для неї теми: права жінок, скасування рабства, поміркованість. Першою використала релігію для розширення прав жінок (див. Ординація жінок та Феміністична теологія).

## Ранні роки
Антуанетта Луїза Браун народилася в Генрієтті, Нью-Йорк, у багатодітній сім'ї з 7 дітей. Антуанетта була наймолодша і відрізнялась дуже розвинутим для її віку інтелектом. Батьки: Джозеф Браун та Еббі Морз. У 9 років Антуанетта була прийнята до відділення Конгрегаційної церкви, до якої належала її сім'я. З часом вона почала читати проповіді під час недільних зустрічей. Молодою дівчиною вона виголошувала промови в церкві. У 16 років, отримавши початкову освіту в Академії округу Монро, Антуанетта сама викладала в школі. Не задовольнившись посадою сільської вчительки, вирішила здобути ступінь з богослов'я в Оберлінському коледжі та побудувати кар'єру на кафедрі проповідництва.

## Освіта
Чотири роки Браун працювала вчителькою в школі, щоб заощадити достатньо грошей для навчання в коледжі Оберліна. За підтримки батьків, які вірили не тільки в рівність між жінками та чоловіками в питанні освіти, а й підтримували в цьому людей негроїдної раси, вона вступила до Оберлінського коледжу в 1846 р. У коледжі закінчила літературний курс, призначений для студенток-жінок. У вільний час, на канікулах, вивчала Іврит та Грецьку мову. У 1847 р., здобувши ступінь бакалавра, Браун попросила членів парламенту коледжу про вступ до теологічного курсу з акцентом на конгрегаціоналістському служінні. Адміністрація мала позицію проти жінок у теологічній науці та в науці в цілому, але капітулювала з набором попередніх умов: Браун може закінчити курси, але офіційного підтвердження не отримає. Незважаючи на перешкоди, які стосувалися курсу богослов'я, Браун стала дуже талановитою письменницею та харизматичною публічною спікеркою. Її екзегеза (тлумачення) писання апостола Павла була опублікована у Oberlin Quarterly Review (квартальний журнал коледжу). В цій богословській статті вона демонструє розуміння неіснуючої на той час ще галузі феміністичної теології. Вона писала, що апостол Павло мав на меті лише застерегти від надмірностей, нерегулярностей та невиправданих свобод у публічному поклонінні; наполягала, що Біблія та різноманітні писання про жінок стосувалися минулих часів і, безумовно, не актуальні у ХІХ столітті. Попри те, що жінки ніяк не проявляли незгоду з гендерною нерівністю у той час, Браун просили виступати в Огайо та Нью-Йорку, висвітлювати тему боротьби з рабством та відстоювання прав жінок. У квітні 1860 року Браун повернувся до Оберлінського коледжу читати лекцію «Чоловіки і жінки», яка мала позитивні відгуки.

## Діяльність

### Аболіціонізмта духівництво
Не маючи ліцензії на проповідування, після закінчення навчання Браун вирішила зробити паузу в громадській (міністерській) діяльності, щоб написати статті для аболіністичної газети Фредеріка Дугласа «The North Star». У 1850 р. Браун брала участь з виступом на першій Національній конвенції про права жінок. Її промова була позитивно сприйнята аудиторією й стала початком розмовної екскурсії, в якій Браун розгляне питання про права жінок, скасувння рабства, переслідування негроїдої раси та поміркованість. Надалі Браун виступала з промовами на багатьох наступних щорічних Національних конвенціях про права жінок.
Зрештою, після неймовірної кількості докладених зусиль, Браун у 1851 році отримала ліцензію проповідувати від Конгрегаційної церкви, а у 1852 році представники цієї церкви запропонували посаду міністерки конгрегаціоналістської церкви в Саут-Батлері, Нью-Йорк. Браун тимчасово припинила виступи та лекції, написавши своїй подрузі (а згодом і сестрі) Люсі Стоун, що була висвячена (отримала духовний сан) соціологом, методистом- міністром на ім'я Лютер Лі, прихильником прав жінок на отримання богословської освіти та виступав за їх лідерство в різних галузях. Після свого наказу Лі виголосив проповідь, в якій йшлось про прийняття Браун до числа міністрів, служителей Нового Завіту, і вона є покликана Богом, є кваліфікована та уповноважена проповідувати Євангеліє. Через місяць після висвячення Браун поїхала делегаткою на Всесвітню конвенцію про поміркованість у Нью-Йорк, де, незважаючи на те, що вона представляла дві організації, що підтримували поміркованість, організатори Конвенції відмовили їй у виступі. За словами Керол Лассер та Марлен Діал Меррілл, Браун знову "мала труднощі у поєднанні принципово консервативних процесів з роботою, пов'язаною з правами жінок". Цим вони і аргументували відмову для у виступі на конвенсії. Ця ситуація вплинула на внутрішній стан Браун, і через рік вона вирішила піти з церкви у Саут Батлері. На жаль, навіть безумовної підтримки Лютера Лі було недостатньо, щоб забезпечити їй стабільний спосіб життя у Саут Батлері. Бостонський дослідник написав про від'їзд Браун, сказавши, що вона зазнала невдачі в першій спробі проповідництва, але це була не її особиста помилка. У 1857 році вона повернулася до роботи ораторки та реформаторки з підтримкою свого чоловіка Семюеля К. Блеквелла.

### Фемінізм
Полишивши міністерство, Браун все більше приділяла увагу питанням прав жінок. Хоча багато правозахисників виступали проти релігії, виходячи з того, що вона слугувала пригніченням жінок, Браун-Блеквелл була переконана, що активна участь жінок у релігії може сприяти подальшому їх статусу в суспільстві. На відміну від багатьох своїх сучасниць, вона більше дбала про покращення статусу жінки в суспільстві, ніж про її виборче право. Браун вважала, що відмінності між чоловіками та жінками обмежують ефективність чоловіків у представленні жінок у політиці. Таким чином виборче право мало б позитивний вплив на жінок, якщо б воно не було поєднане з відчутними для жінок можливостями лідерства. Браун також не погоджувалася з думкою інших реформаторок щодо розлучень.
Пізніше Браун поїхала в Нью-Йорк, займатися благодійною роботою в глухих бідних закутках міста. Читати лекції, збирати гроші для людей, які жили в таких районах, було її основним заняттям. По дорозі до Нью-Йорка вона зупинилась у Вустері, штат Массачусетс, щоб взяти участь у першій Національній конвенції про права жінок. Ця конвенція настільки вплинула на Браун, що вона вирішила стати незалежною спікеркою. Вона їздила по всій Новій Англії в такі місця, як Пенсільванія та Огайо, щоб виступити на тему «Права жінки, боротьба з рабством та поміркованість». Коли мала можливість, виступала в церковних проповідях.
Браун-Блеквелл продовжувала свою кар'єру, але після одруження, маючи багато домашніх обов'язків та безліч незгод щодо багатьох аспектів фемруху, припинила лекції й зайнялася письменницькою діяльністю. У своїх роботах вона заохочувала жінок шукати можливість працювати на чоловічих посадах, а чоловіків — долучатися до участі в побутових обов'язках. Попри це, вона зберігала переконання, що головна роль жінок — турбота про дім та сім'ю.
Натхненна критикою до творів Чарльза Дарвіна та Герберта Спенсера, яких вважала найвпливовішими людьми своєї доби, Браун-Блеквелл опублікувала кілька праць у галузі богослов'я, науки та філософії. Вона вважала, що і Дарвін, і Спенсер використовували заплутану версію наукового методу, яка охоплювала виключно чоловічу перевагу. Натомість Браун стверджувала, що для розуміння й сприйняття жінок у суспільстві вони самі повинні провести дослідження історії жіночої долі, яку вона назвала «наукою Жіночого Людства».
Напевно, найпопулярніша робота Браун-Блеквелл була опублікована у 1875: «Статі через всю природу» (The Sexes Throughout Nature), де вона представила «приблизно наукову» теорію, стверджуючи, що статі відрізняються одна від одної, але рівні за природним шляхом еволюції. Дарвін навіть написав їй лист у 1869 році, подякувавши їй за копію її книги «Дослідження загальної науки». Браун також належать роман «Острівні сусіди», написаний у 1871 р. та збірка поезій «Морський дрейф», опублікована в 1902 році.
У 1860 р. під час останньої Національної конвенції про права жінок, що відбулася до початку громадянської війни, Браун-Блеквелл почала бурхливу дискусію щодо розлучення з колегами та сучасницями Сьюзан Б. Ентоні та Елізабет Кеді Стентон. Браун виступала проти розлучення, стверджуючи, що «Партнер в подружжі не може скасувати свої зобов'язання перед іншим. Усі розлучення природно і морально неможливі». Активна прихильниця боротьби за права жінок та толерантність, всупереч сподіванням друзів та колег, вона підтримала прийняття Четвертої поправки до Конституції США, яка не передбачала права вільних жінок на голосування. У 1869 році, під час суперечки щодо поправки, вона й Люсі Стоун розірвали всі контакти з іншими відомими феміністками, щоб утворити Американську асоціацію виборчих прав (American Woman Suffrage Association) як противагу Національній асоціації виборчих прав Ентоні (National Woman Suffrage Association).
У 1873 році Антуанетта Браун Блеквелл заснувала «Асоціацію сприяння розвитку жінок» з метою вирішити всі жіночі проблеми, які подібні правозахисні організації були неспроможні розв'язати або ігнорували. Вона була обрана президентом Асоціації виборчого права жінки в Нью-Джерсі в 1891 році і допомогла створити Американську асоціацію бідних. Також читала лекції для бідних людей Нью-Йорку.

## Особисте життя
Антуанетта Браун була проти шлюбу, вважаючи за краще самотність, оскільки неодружені жінки мали більше незалежності та самостійності, ніж дружини. Але зустрівши Семюеля Блеквелла, закохалась, почала сумніватися в своїх поглядах і врешті одружилася з ним 24 січня 1856 р. Народила семеро дітей, двоє з яких загинули в дуже малому віці.

## Пізні роки
Оберлінський коледж присудив Антцанетті Браун-Блеквелл магістерський (1878 рік) та докторський (1908 рік) ступені.
У 1878 році вона повернулася до релігії, яка перетворилась на унітарну. Пізніше подала заявку в Американську унітарну асоціацію і була визнана міністром. Надалі Браун виступала в унітарних церквах і відновила свої лекційні тури.
У 1893 році Браун відвідала парламент релігій під час Колумбійської виставки в Чикаго.
У 1903 році вона допомогла створити унітарне товариство Єлизавети, штат Нью-Джерсі, виконуючи обов'язки його міністерки.
У 1920 році, у віці 95 років, вона залишилась єдиною з учасниць(-ків) Конвенції про права жінок 1850 р., яка відбулась у Вустер, штат Массачусетс, тож їй вдалося побачити ухвалення дев'ятнадцятої поправки до Конституції, яка дала американським жінкам безумовне право голосу у всіх штатах. Відомо, що Антуанетта Браун-Блеквелл проголосувала за Воррена Гардінга на президентських виборах 1920 року.
Антуанетта Браун Блеквелл померла 5 листопада 1921 року у віці 96 років в Елізабет, штат Нью-Джерсі.

## Пам'ять
У 1989 році будинок дитинства Антуанетти Браун був занесений до Національного реєстру історичних місць.
У 1975 р. Об'єднана Церква Христова на своєму 10-му Генеральному Синоді присудила Антуанетті Браун нагородний орден, як одній з жінок, які "відображають внесок, який жінки можуть внести через висвячене служіння, які забезпечили видатне служіння в парафії чи інших церковних установах, також жінки, які перебувають у спеціалізованому служінні, і мають чутливість до викликів та можливостей жінок у служінні та адвокації від імені всіх жінок у церкві."
У 1993 році Антуанетту Браун Блеквелл було введено до Національної зали слави жінок.

## Книги та праці
1. «Дослідження з загальних наук». Нью-Йорк, 1869.
2. «Стать крізь всю природу». Нью-Йорк, 1875 рік.
3. «Фізичні основи безсмертя». Нью-Йорк, 1876 рік.
4. «Філософія індивідуальності». Нью-Йорк, 1893 рік.
5. «Створення Всесвіту». Бостон, штат Массачусетс: Преса Горгама, 1914 рік.
6. «Соціальна сторона розуму та дії». Нью-Йорк: Видавнича компанія Neale, 1915.
7. «Острівні сусіди». Нью-Йорк: Harper & Brothers, 1871. (Роман)
8. «Морський дрейф». Нью-Йорк: J.T. White & Co., 1902. (Поезія)